# 克里什托皮夫卡 (哈爾科夫州)
48°40′16″N 36°17′44″E / 48.67111°N 36.29556°E
克里什托皮夫卡（羅馬化：Kryshtopivka）是位於烏克蘭東部的村莊，由哈爾科夫州洛佐瓦區的布利茲紐基市鎮負責管轄。該村處於大捷爾尼夫卡河畔，始建於1775年，面積1.03平方公里，海拔高度86米，人口400。